# Суперпожар
«Суперпожар» (англ. Superfire) — трёхчасовой художественный фильм совместного производства США, Канады, Германии и Новой Зеландии, снятый режиссёром Стивеном Куэйлом в жанре драматического триллера с элементами катастрофы по сюжету известного писателя Дугласа Престона. Премьера состоялась 20 апреля 2002 года на телеканале ABC.
Главные роли исполнили Д. Б. Суини, Дайан Фарр, Чед Донелла, Эллен Муф и Гедеон Буркхард.
Фильм был номинирован на прайм-таймовую премию «Эмми» в категории «Лучшие спецэффекты в мини-сериале, фильме или специальном выпуске телепередачи».

## Сюжет
Джеймс Мэррик — самоуверенный пилот пожарного самолёта, который вместе со своим коллегой Реджи тушит лесные пожары в штате Орегон. На одном из заданий он нарушает приказ своего начальника Бейлиса и идёт на рискованный шаг: пытаясь спасти группу из двенадцати пожарных-парашютистов, оказавшихся в кольце огня, распыляет с самолёта пену недалеко от них, но промахивается. В итоге вся группа во главе с командиром Холбруком гибнет.
Спустя почти год, Мэррик погружён в себя и сидя дома, расследует прошлые пожары в Орегоне. С ним связывается Реджи с просьбой вернуться в команду и Мэррик соглашается, так как лесах Орегона вспыхнули три подозрительных пожара, которые, согласно его теории, могут привести к редкому явлению:  непреодолимому суперпожару, стене пламени, способной в считанные секунды уничтожить город Портленд.

## Создатели фильма

### В ролях
- Д. Б. Суини — пилот пожарного самолёта Джеймс Мэррик
- Дайан Фарр — Саманта «Сэмми» Кернс
- Чед Донелла — Роберт «Роб» Торрек, новобранец в пожарной бригаде
- Эллен Муф — Джилл Перкинс
- Гедеон Буркхард — Реджи, второй пилот
- Джон Ноубл — Пол Бейлис, супервайзер пожарной бригады
- Уэс Стьюди — Джо Найттрейл, командир пожарной бригады
- Мишель Лэнгстон — Трейси Торрек
- Чарльз Межер — Трент Холбрук, командир группы пожарного десанта
- Лэйтем Гейнс — доктор Саймон Орр
- Эмма Ланг — Энджи
- Джей Райан — Дэннис

### Съёмочная группа
- Режиссёр: Стивен Куэйл
- Автор сюжета и исполнительный продюсер: Дуглас Престон
- Композитор: Расс Ландау
- Художник по костюмам: Найла Диксон
- Мастер по спецэффектам: Рон Торнтон[2]

## Съёмки
В ноябре 2000 года стало известно, что Lions Gate Television Pictures планирует снять фильм «Суперпожар» об элитном отряде пожарных специально для канала ABC; съёмки запланированы на весну 2001-го. Режиссёром был назначен Стивен Куэйл, на тот момент имевший за плечами работу над «Титаником» в качестве режиссёра второго состава.